# مارتن كار
مارتن كار (بالإنجليزية: Martin Carr)‏ هو كاتب أغاني بريطاني، ولد في 29 نوفمبر 1968.

## وصلات خارجية
- الموقع الرسمي
- مارتن كار على موقع ميوزك برينز (الإنجليزية)
- مارتن كار على موقع أول ميوزيك (الإنجليزية)
- مارتن كار على موقع ديسكوغز (الإنجليزية)